# Armigeres cingulata
Armigeres cingulata är en tvåvingeart som först beskrevs av George Frederick Leicester 1908.  Armigeres cingulata ingår i släktet Armigeres och familjen stickmyggor. Inga underarter finns listade i Catalogue of Life.